# Национальный археологический музей Флоренции
Национальный археологический музей Флоренции (итал. Museo archeologico nazionale di Firenze) — археологический музей во Флоренции (Италия). Расположен на первой базарной площади Святейшего Благовещения, во дворце Крочетта (этот дворец был построен в 1620 году для принцессы Марии Медичи, дочери Фердинанда I Медичи).

## История музея
Музей начал свою работу в 1870 году в зданиях Cenacolo di Fuligno. Открывал музей сам король Виктор Эммануил II. Первоначально коллекция музея была представлена только этрусской и римской коллекциями. Постепенно коллекции росли и вскоре для него потребовался новый участок, и в 1880 году музею было передано нынешнее здание — дворец Крочетта.
В начале основу музейного фонда составляли семейные коллекции династий Медичи и Лорена. Позднее была сформирована Египетская коллекция.

## Музейные коллекции

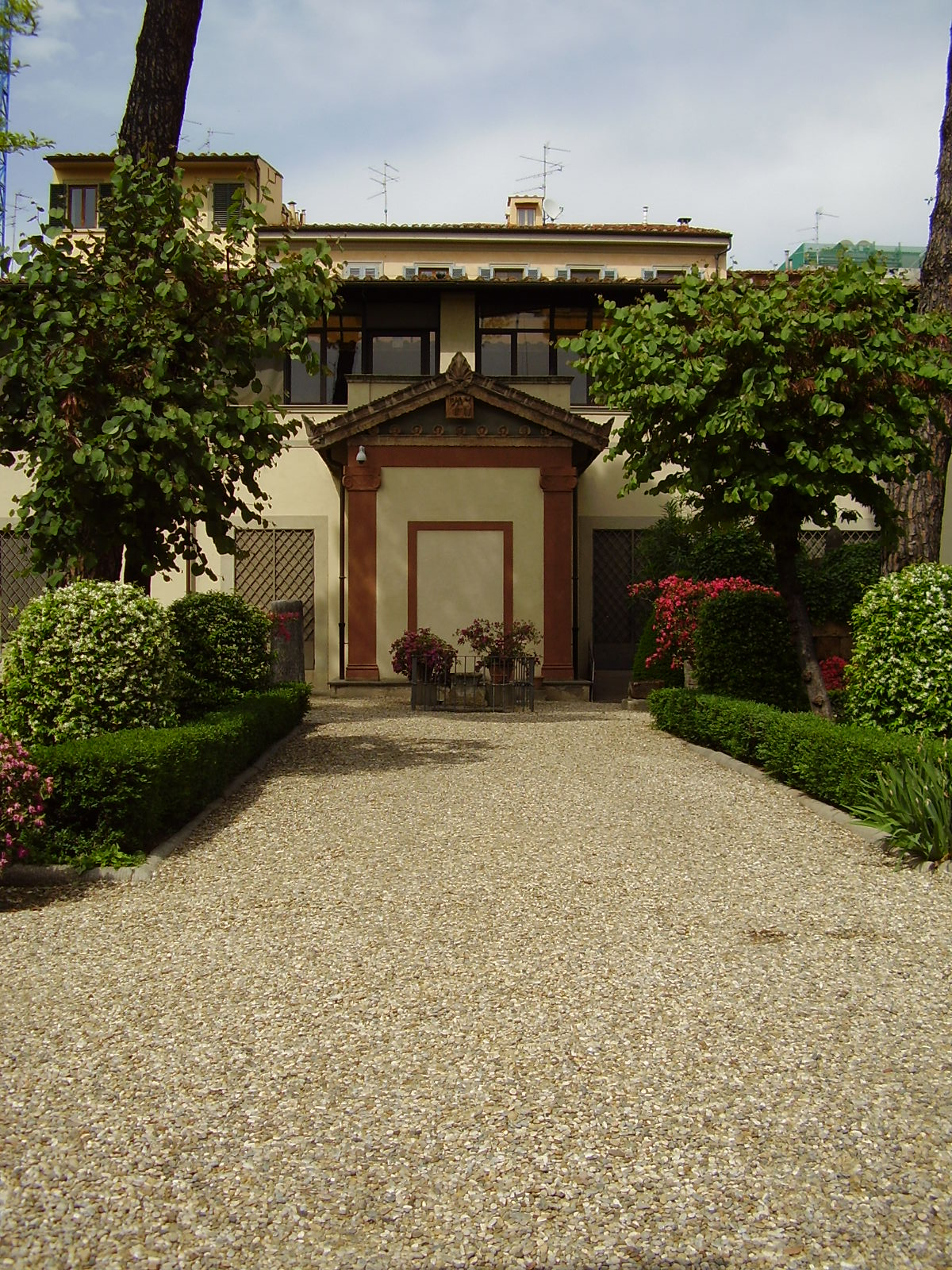
Этрусский павильон Национального археологического музея

### Этрусская коллекция

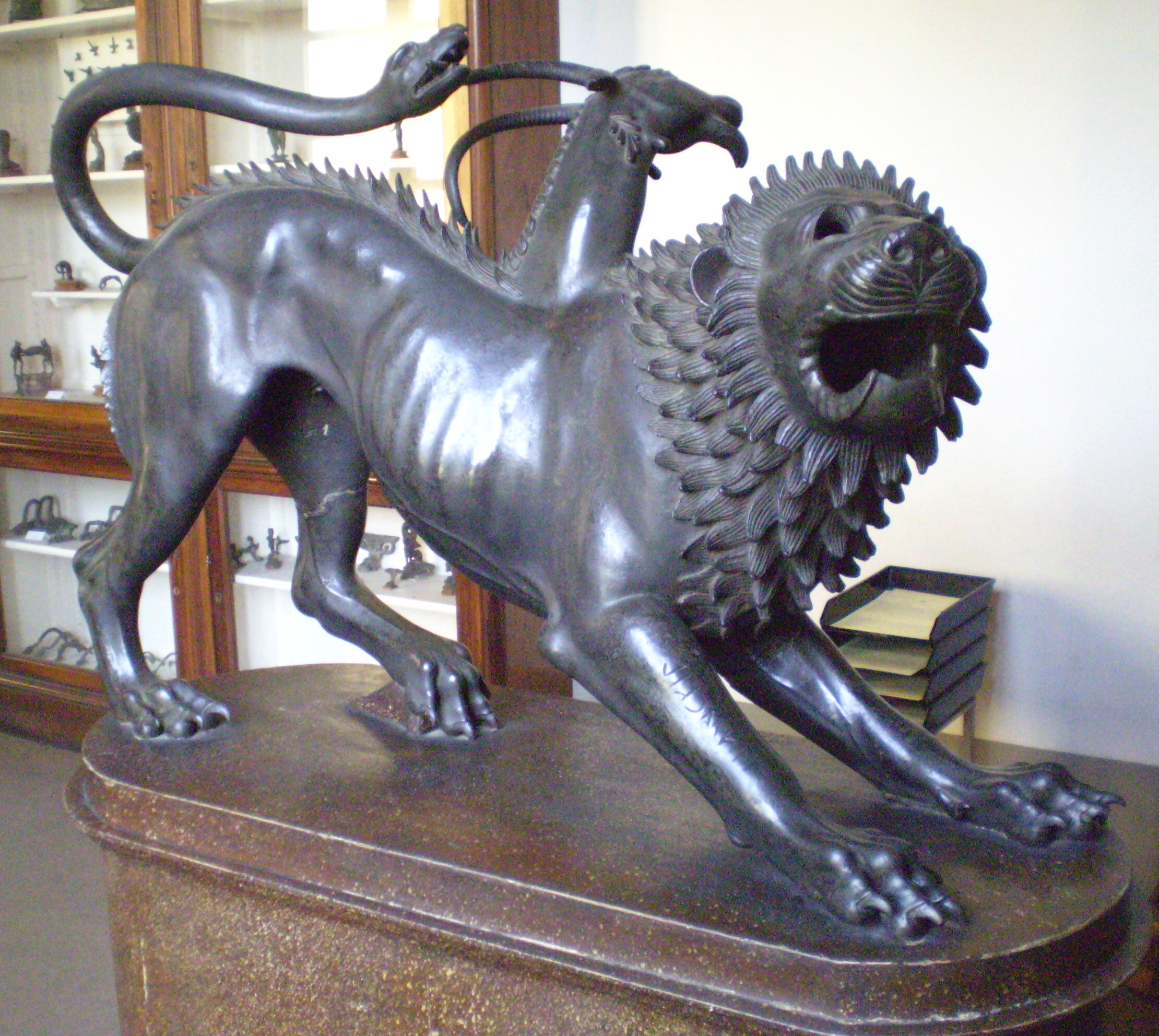
Химера из Ареццо.

Организация этрусской коллекции была пересмотрена и повторно выставлена на обозрение в 2006 году. Тогда же была восстановлена часть коллекции, пострадавшей в 1966 году при наводнении.
- Химера из Ареццо — обнаружена в 1553 году в Ареццо во время строительства крепости Медичи
- Статуя Arringatore (1-е столетие до н.э)
- Погребальная статуя Mater Matuta (460-450 до н.э)
- Саркофаг Laerthia Seianti (2-е столетие до н.э)
- Большая Амфора Baratti (4-е столетие до н.э)
- Саркофаг Амазонок (4-е столетие до н.э)

### Римская коллекция
- "L'Idolino Pesaro", бронзовая статуя молодого человека (высотой 146 см), римская копия с греческого оригинала, найден во фрагментах в центре Пезаро в октябре 1530 года.
- "Туловище из Ливорно", копия 5 столетия до н.э., сделанная с греческого оригинала.
- Портрет "Требониана Галла", конец 3 столетия.
- Минерва из Ареццо, бронзовая римская копия 4-го столетия до н.э., сделанная с греческая статуи, приписываемой Праксителю.

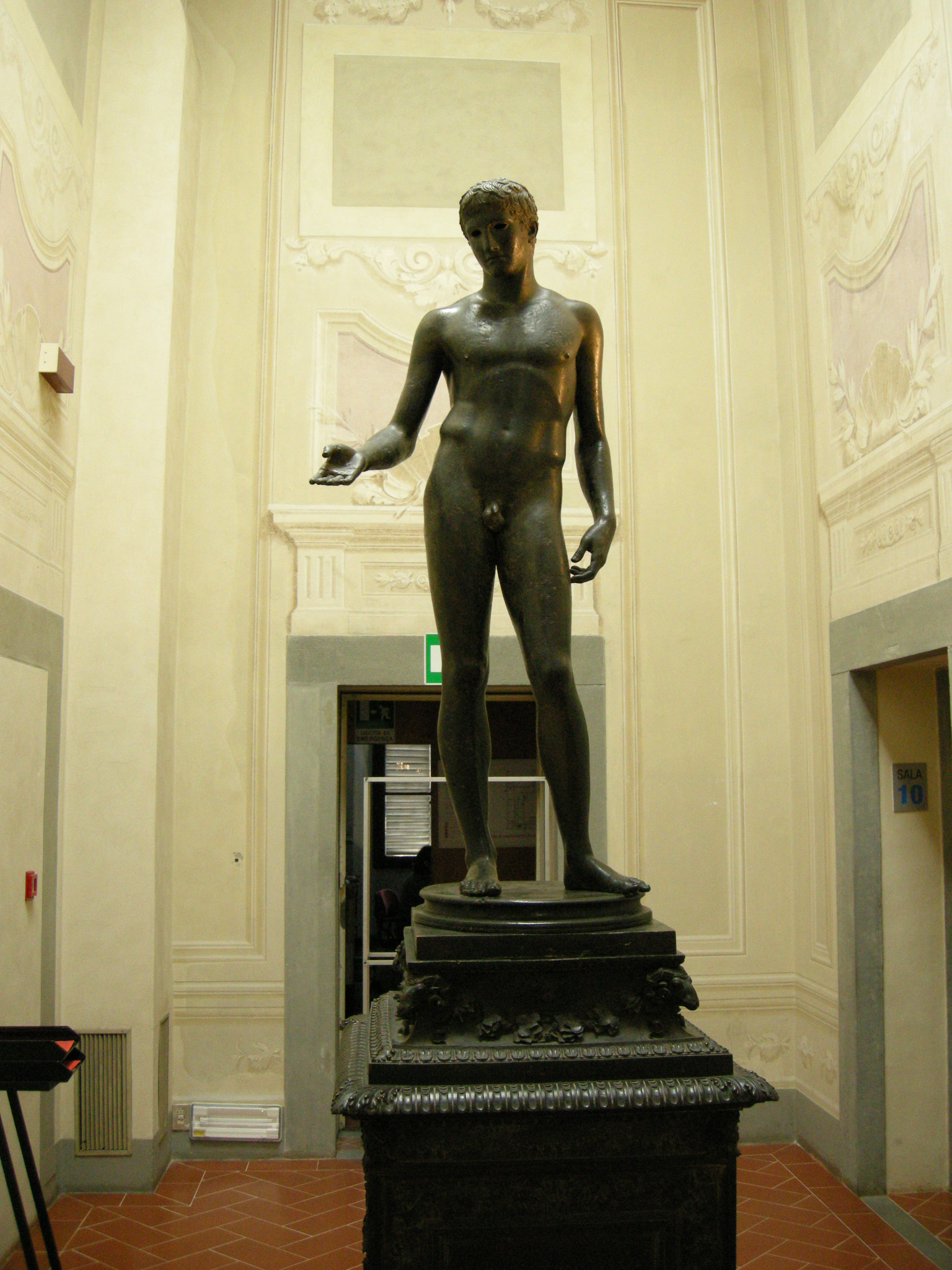
Статуя L'Idolino из Пезаро
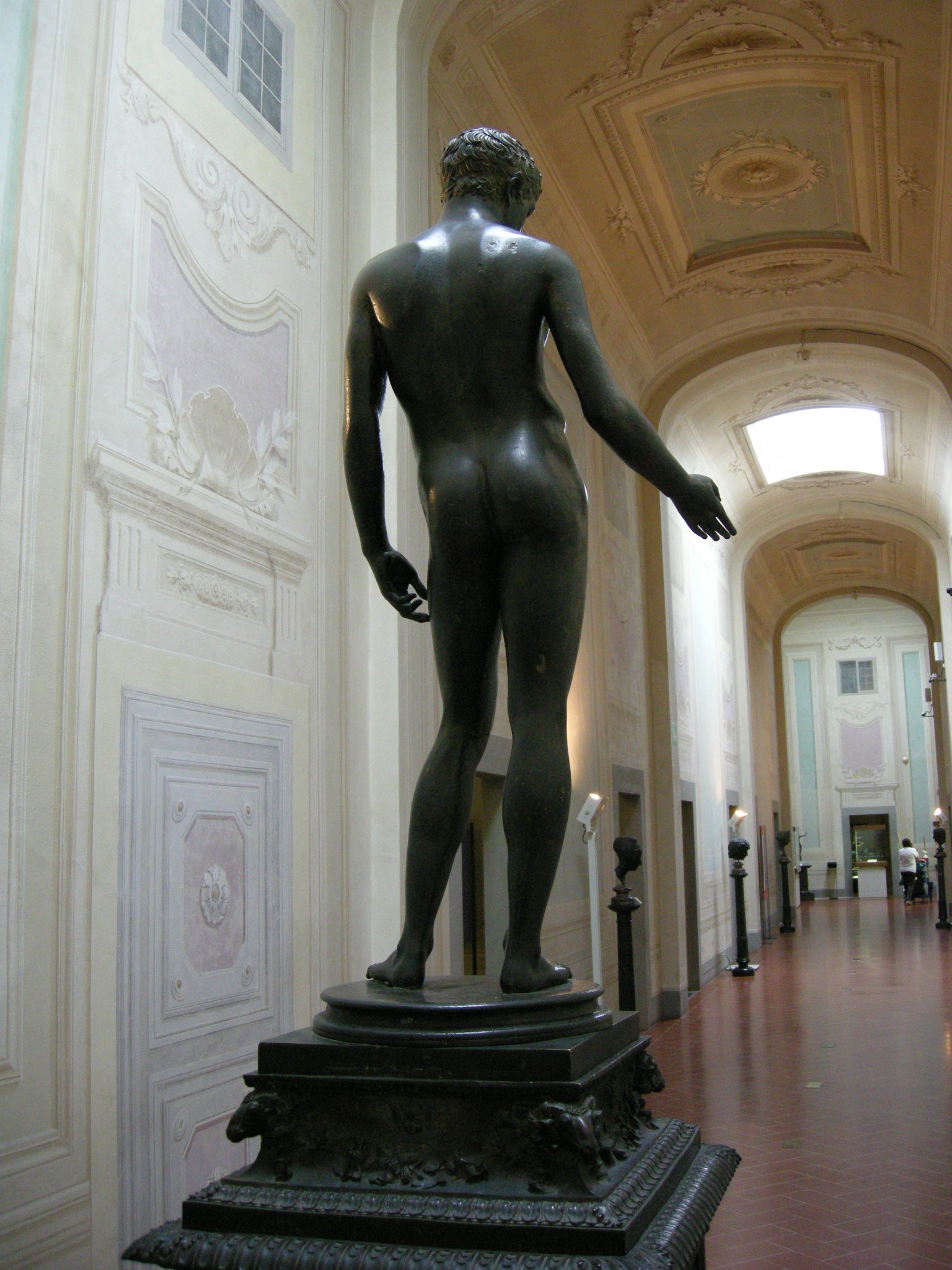
Статуя L'Idolino из Пезаро
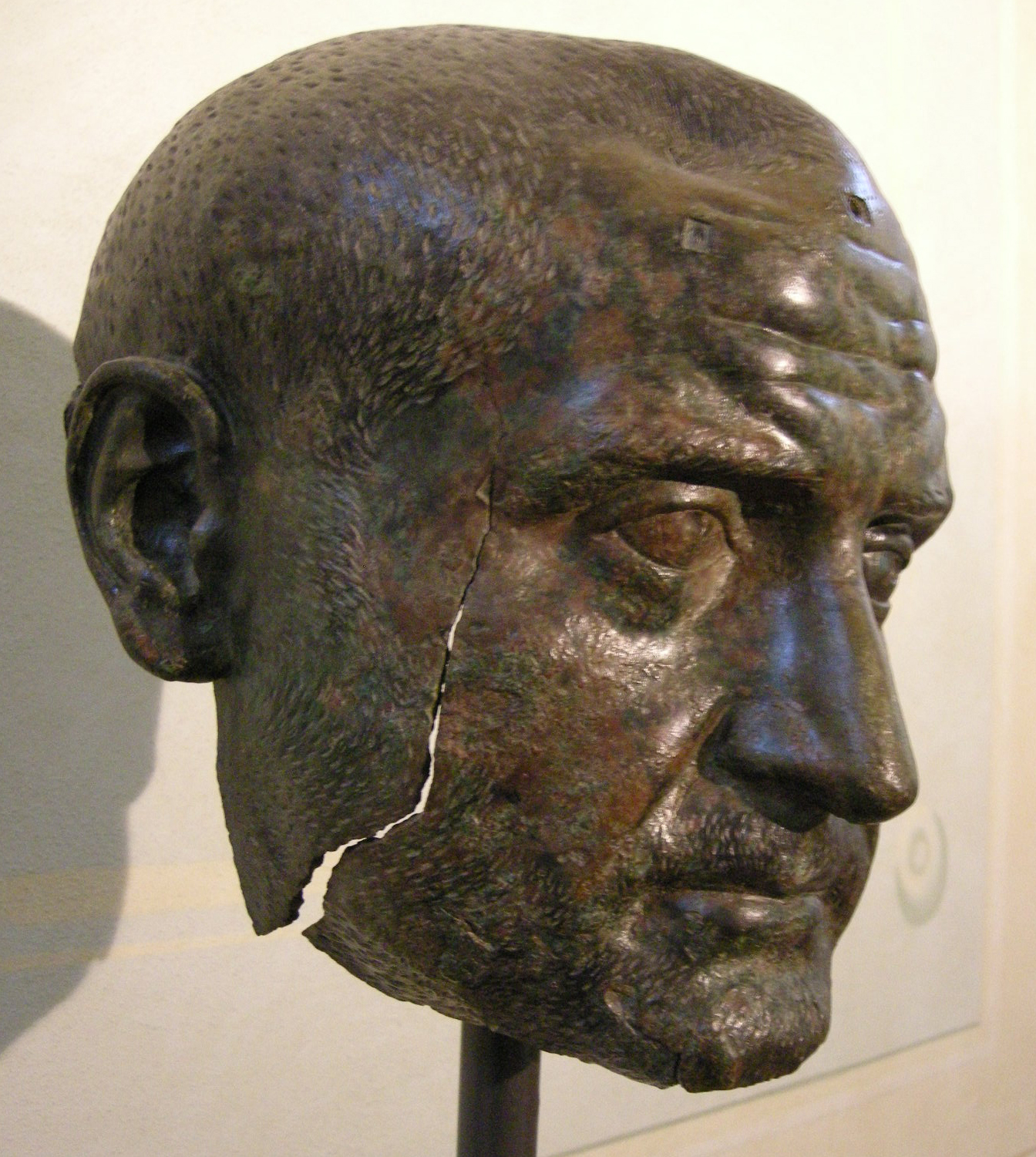
Портрет Требониана Галла
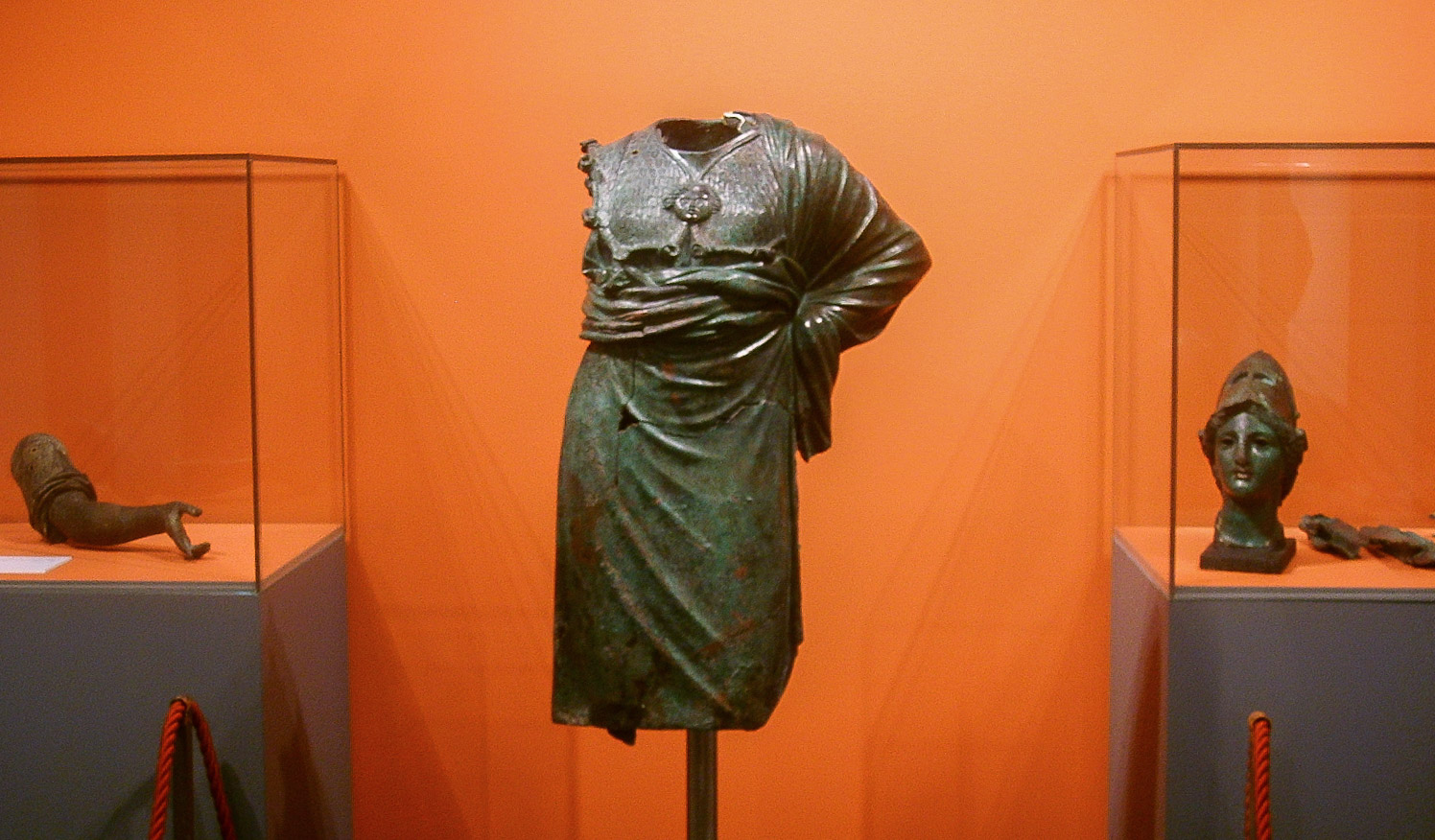
Минерва из Ареццо

### Греческая коллекция
Большая коллекция греческой керамики выставлена в большой комнате на втором этаже.

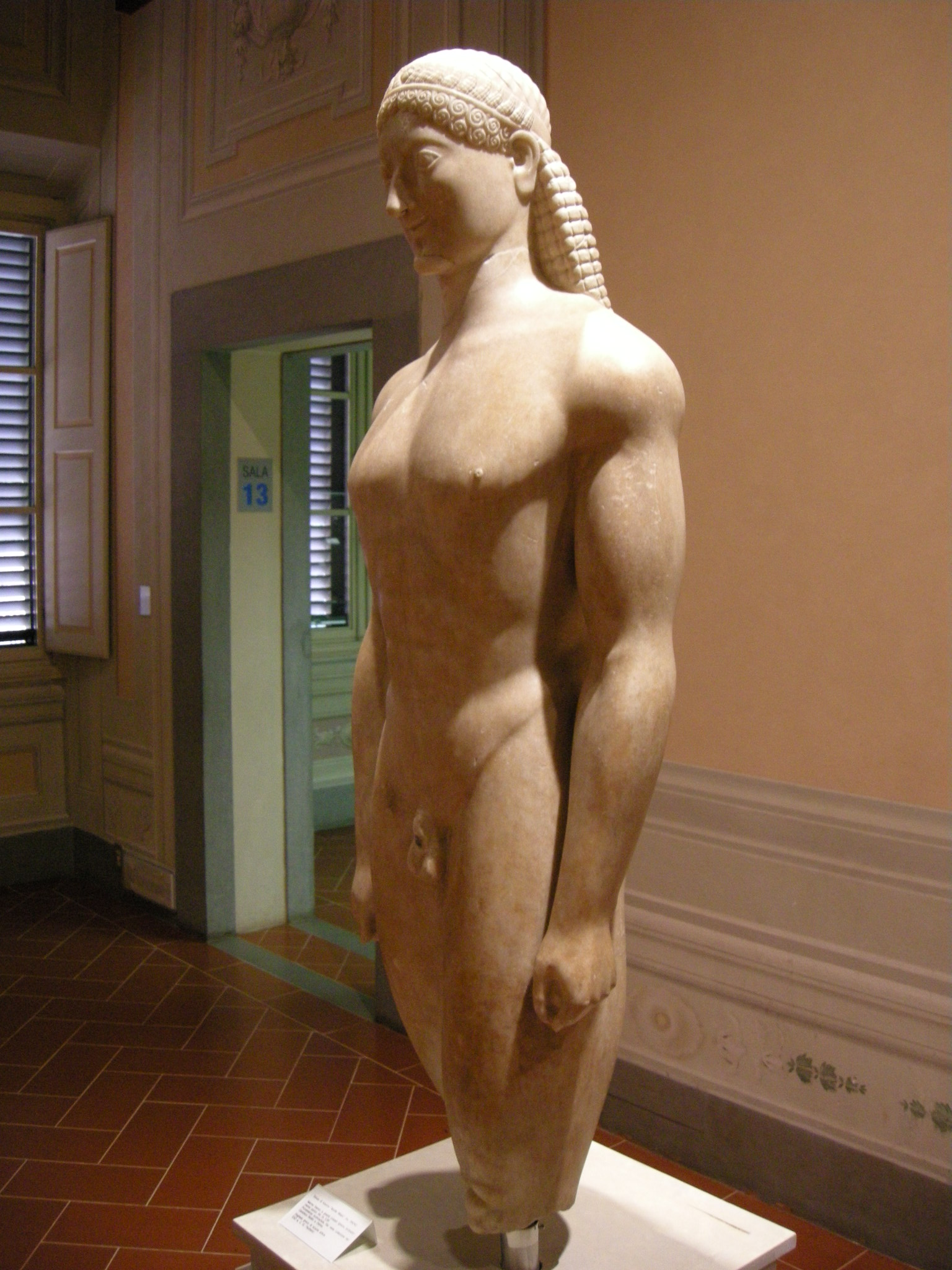
Миланский курос
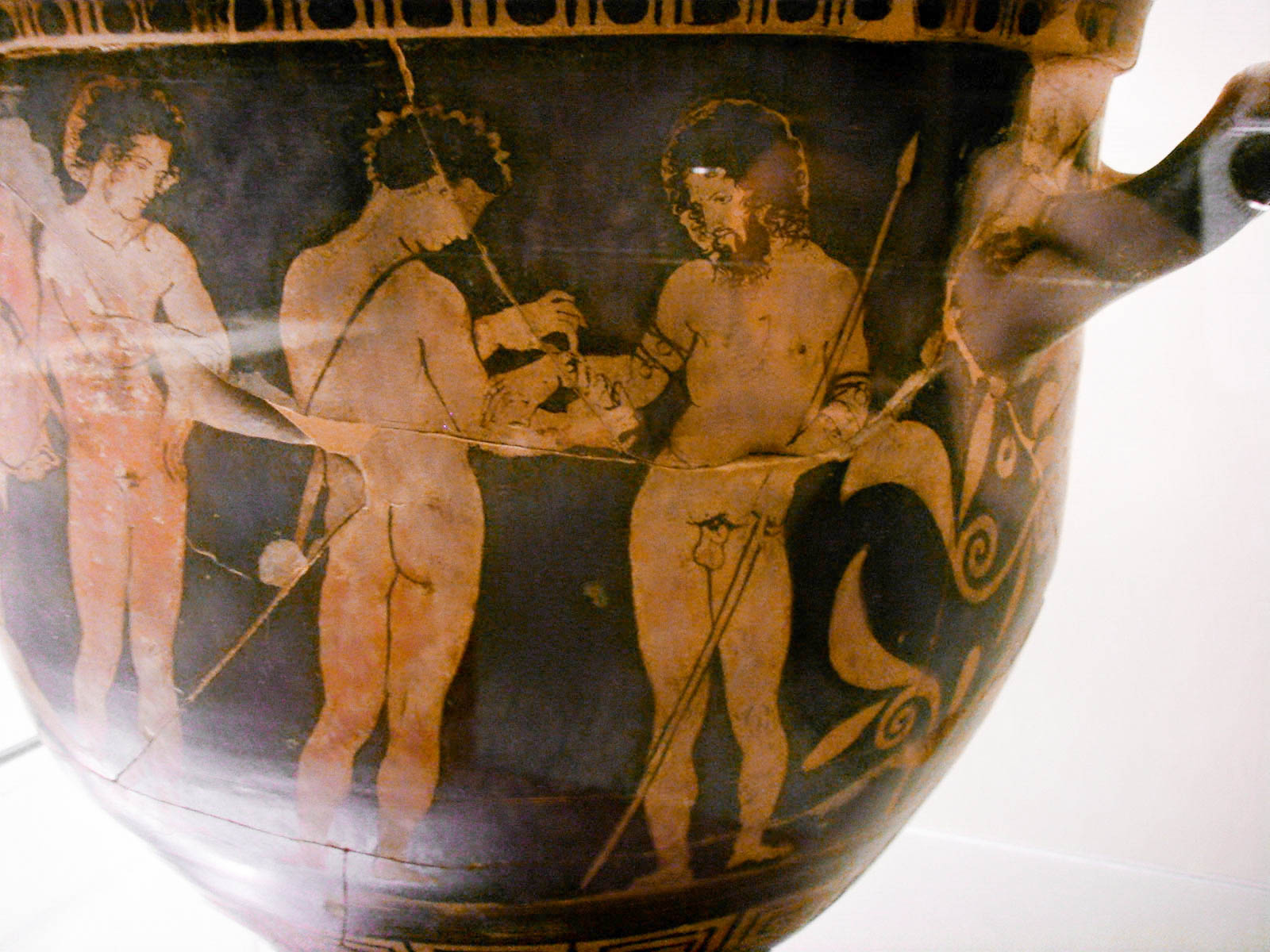
Атлеты, изображённые на греческой вазе
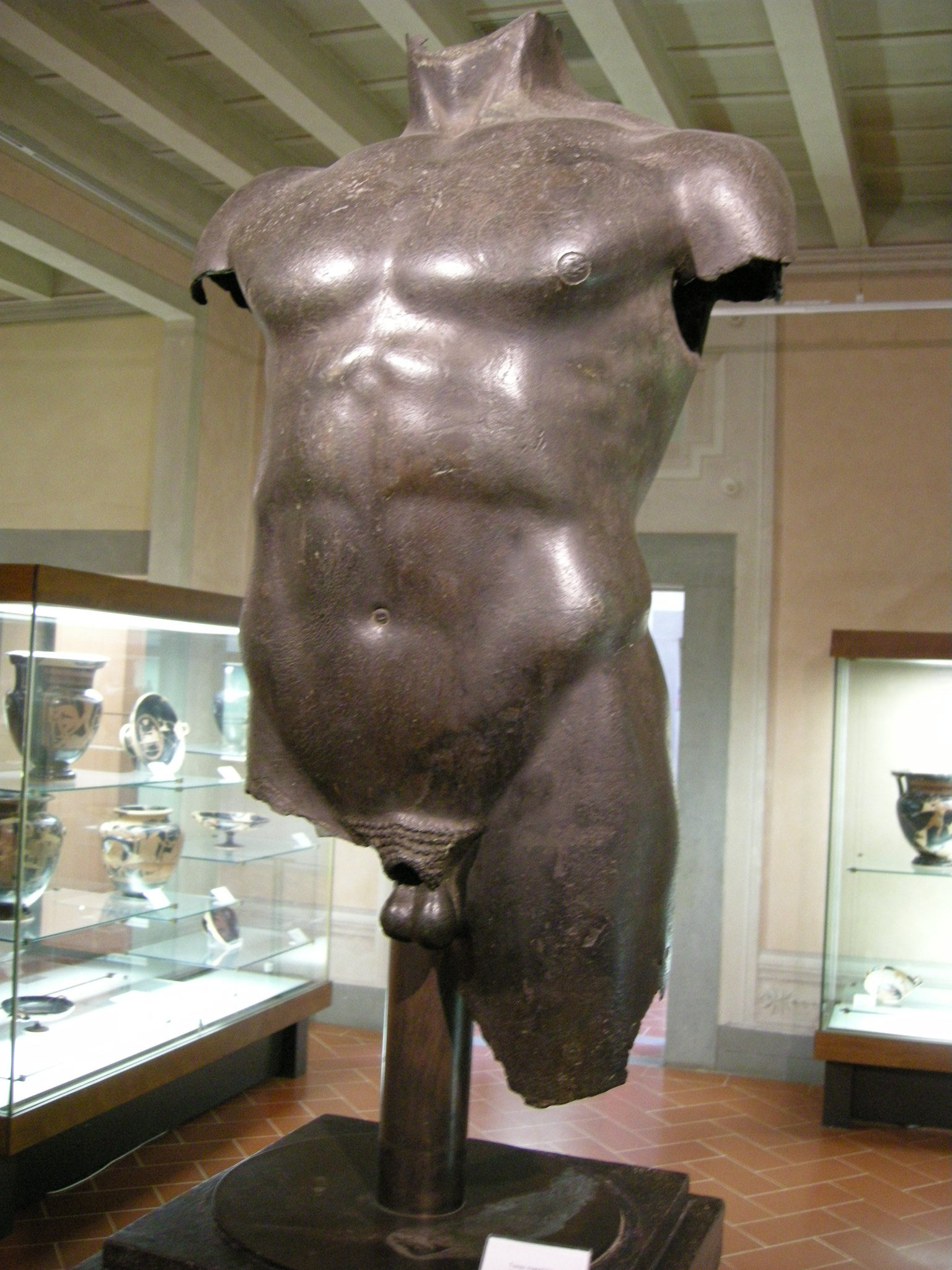
Тело из бронзы
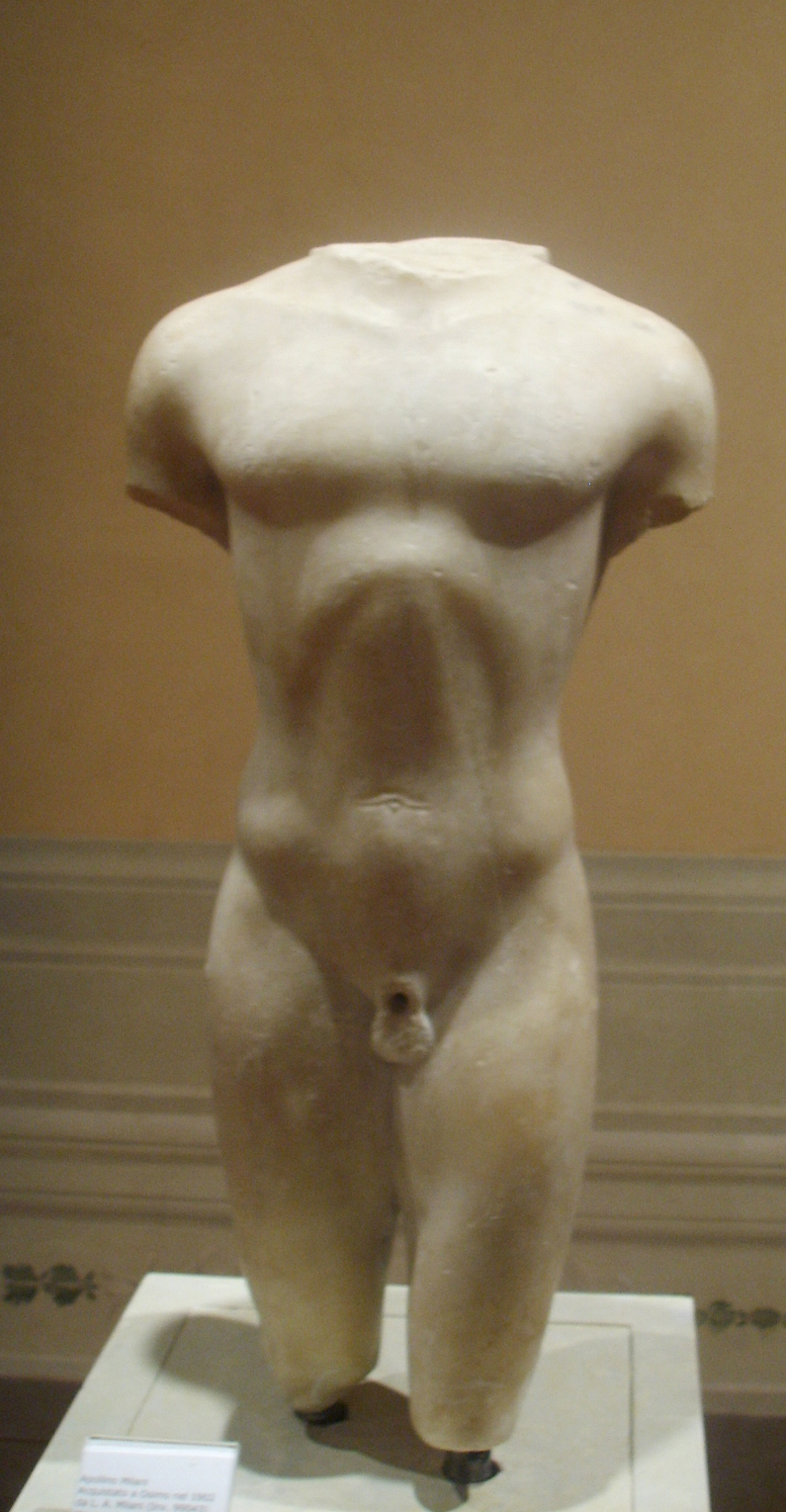
Курос "Apollino Milani"
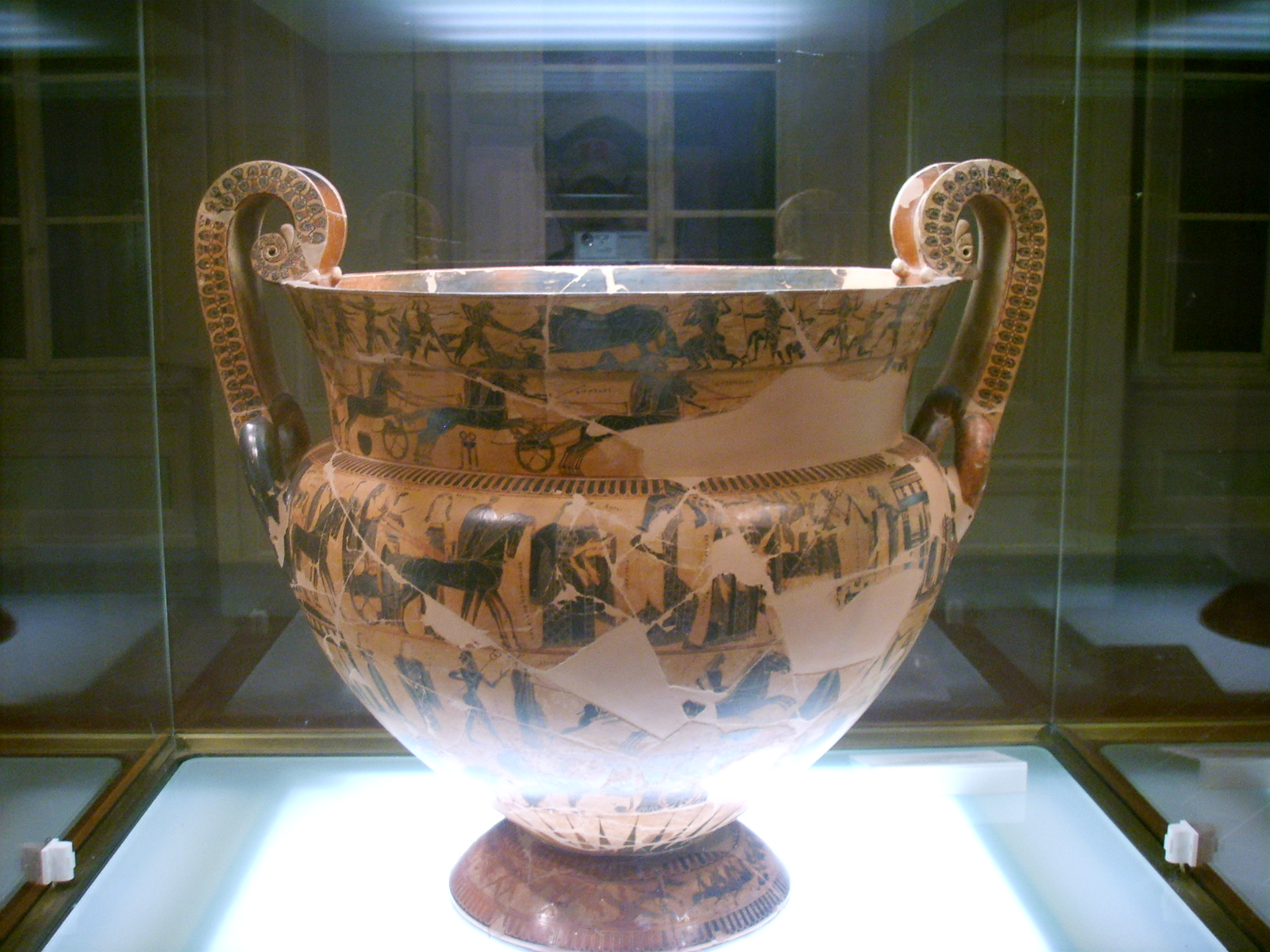
Ваза Франсуа
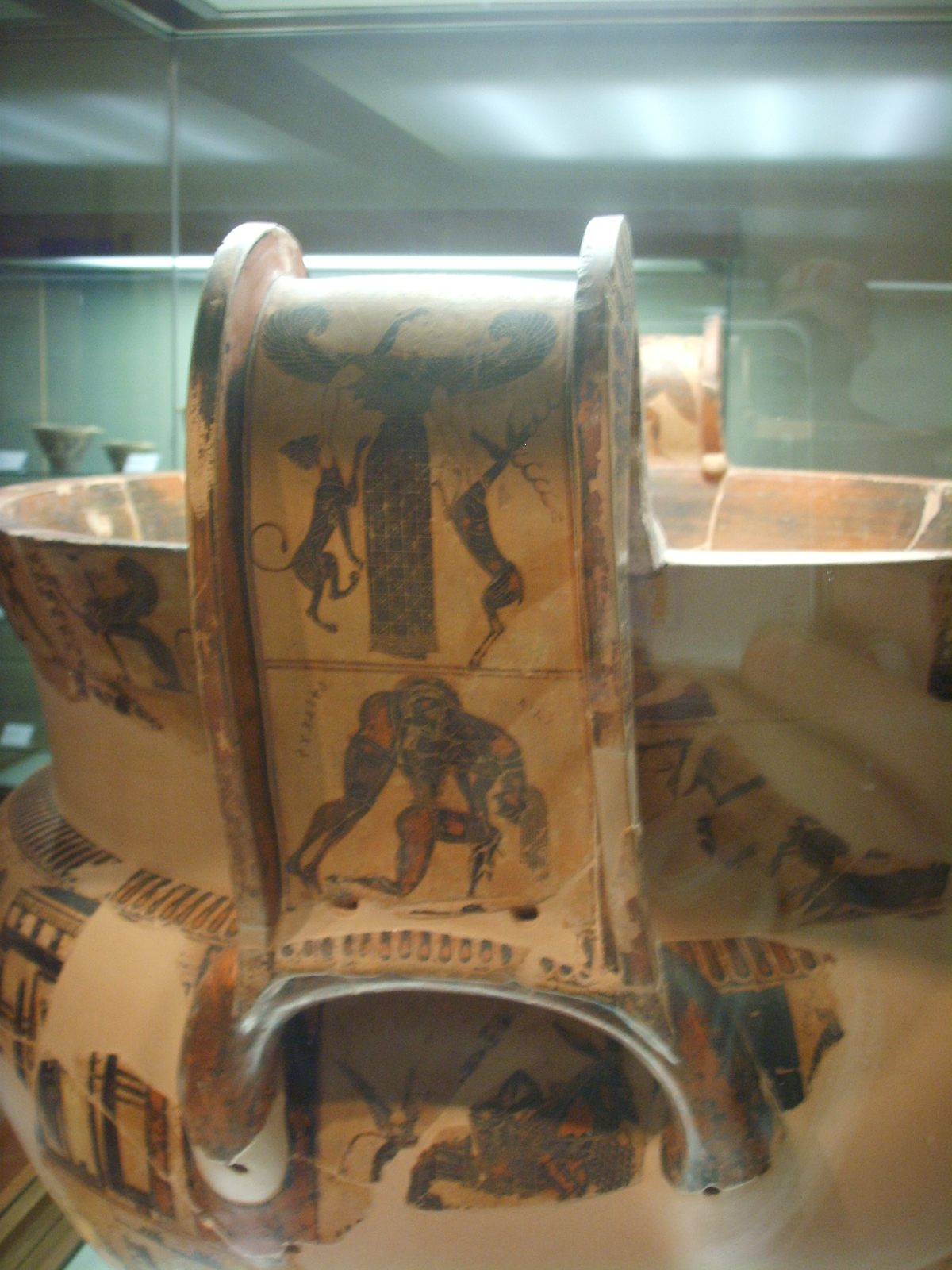
Фрагмент "Вазы Франсуа"

### Египетская коллекция
Египетская коллекция известна также как Египетский музей и является второй по величине коллекцией египетских экспонатов в Италии после Египетского музея в Турине.
Первая коллекция египетских древностей находилась ещё в коллекции Медичи. В XIX веке Леопольд II (великий герцог Тосканы), начал приобретение экспонатов, которые нынче размещены в Египетском музее. Вместе с Карлом X он финансировал научную экспедицию в Египет в 1828-1829 годах. Экспедиция направлена Жаном-Франсуа Шампольоном, который расшифровал египетские иероглифы. Много экспонатов собрано как во время экспедиции, так и за счёт покупок артефактов у местных торговцев. По окончании экспедиции все экспонаты были распределены поровну между Лувром (Париж) и новым египетским музеем во Флоренции.
Официально египетский музей открылся в 1855 году. Первым директором был Эрнесто Скиапарелли (позже он стал директором Египетского музея в Турине). К 1880 году он каталогизировал коллекцию и организовал переправку экспонатов в музей. При Скиапарелли коллекция значительно расширилась благодаря дальнейшим раскопкам и покупкам в Египте. Многие из экспонатов, однако, позже переданы в Туринский египетский музей.
В настоящее время Египетский музей располагает постоянным штатом сотрудников, среди которых два профессиональных египтолога. В музее хранится более 14 000 экспонатов, распределённых по девяти галереям и двум складам. Коллекция включает стелы, мумии, ушебти, амулеты и бронзовые статуэтки разных эпох. Есть статуи времён Аменхотепа III, колесницы времён XVIII династии, папирус Нового завета (New Testament papyrus) и много других редких экспонатов.

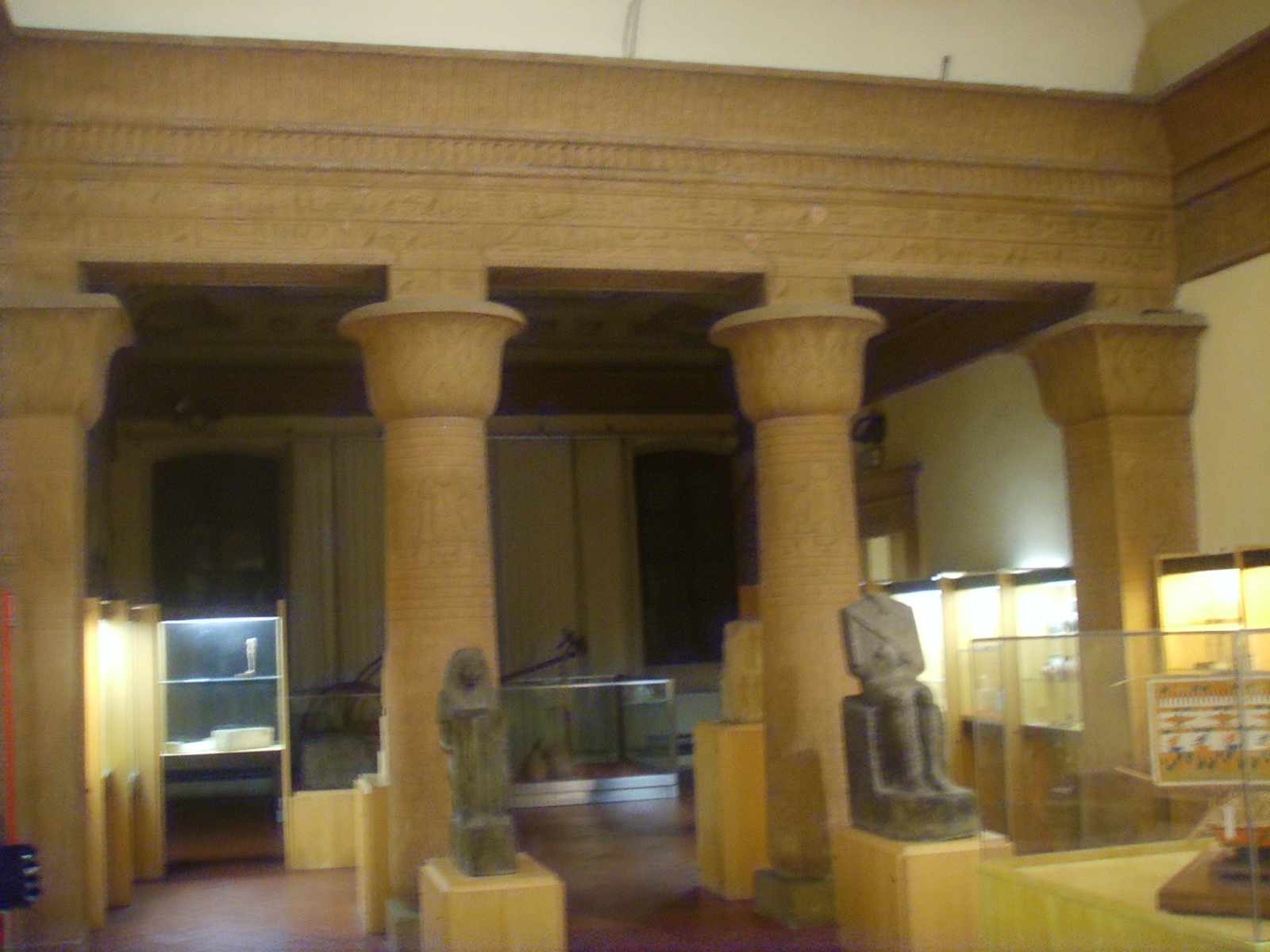
Египетский зал
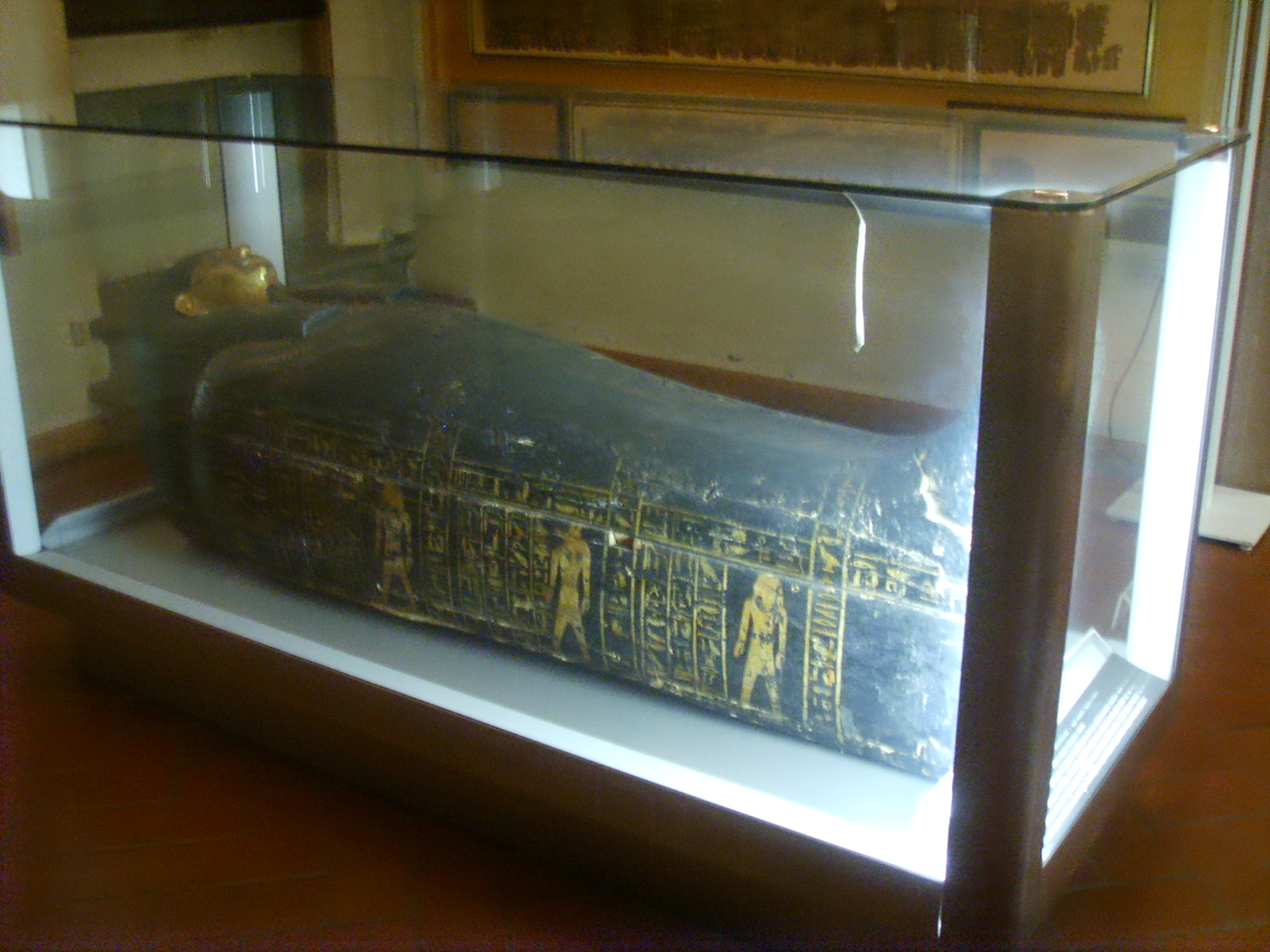
Королевский саркофаг
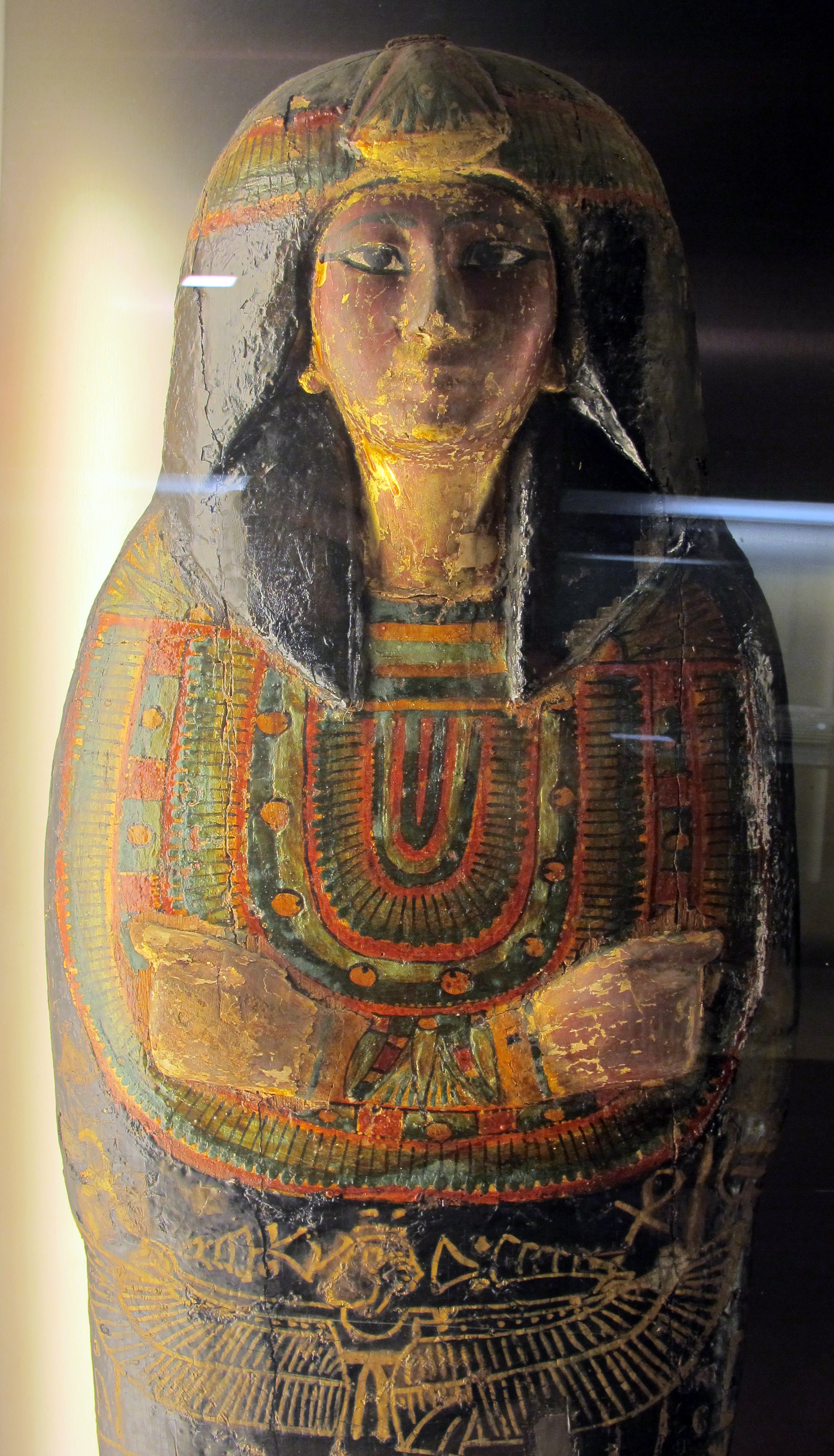
Женский саркофаг
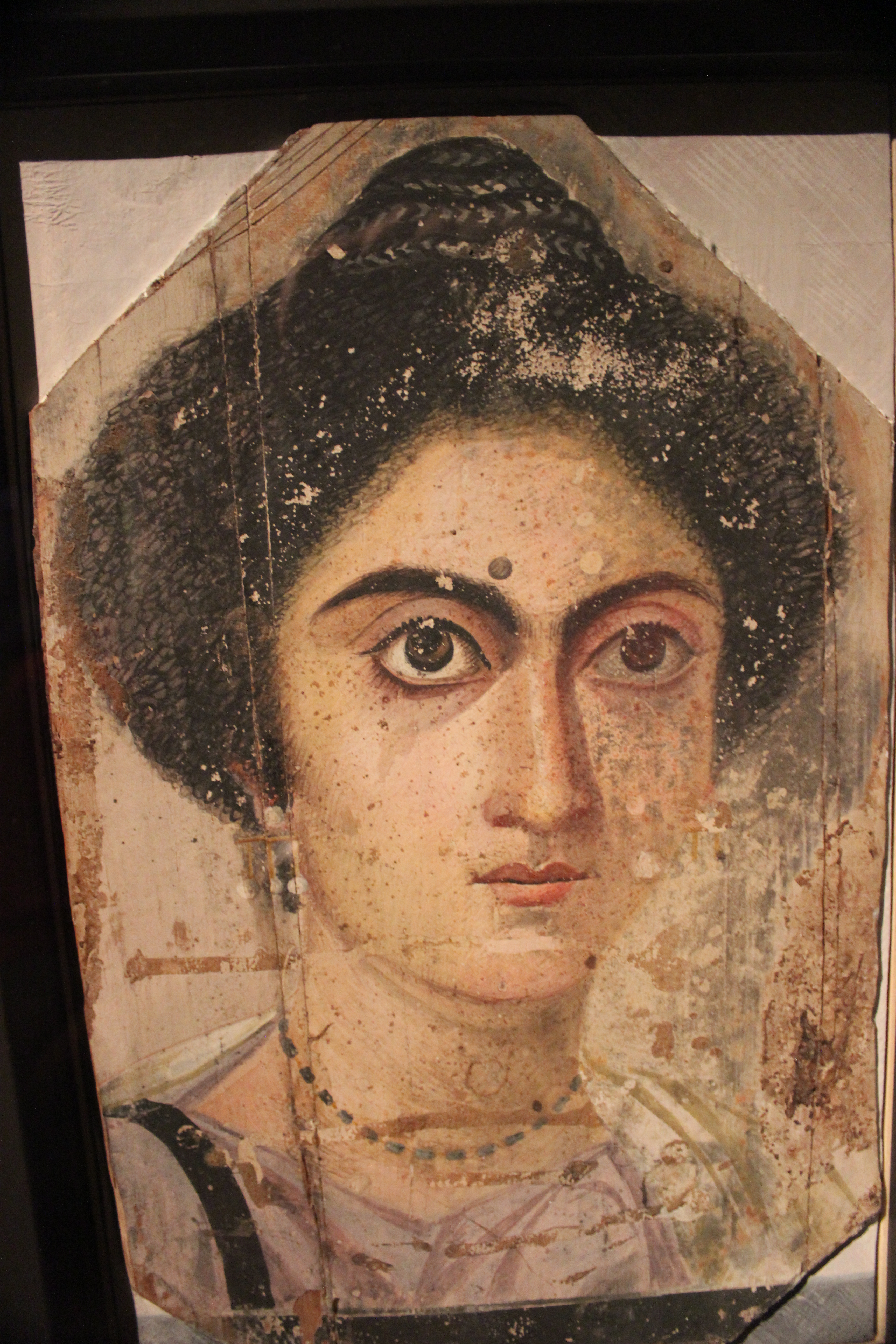
Портрет из Эль-Файюма
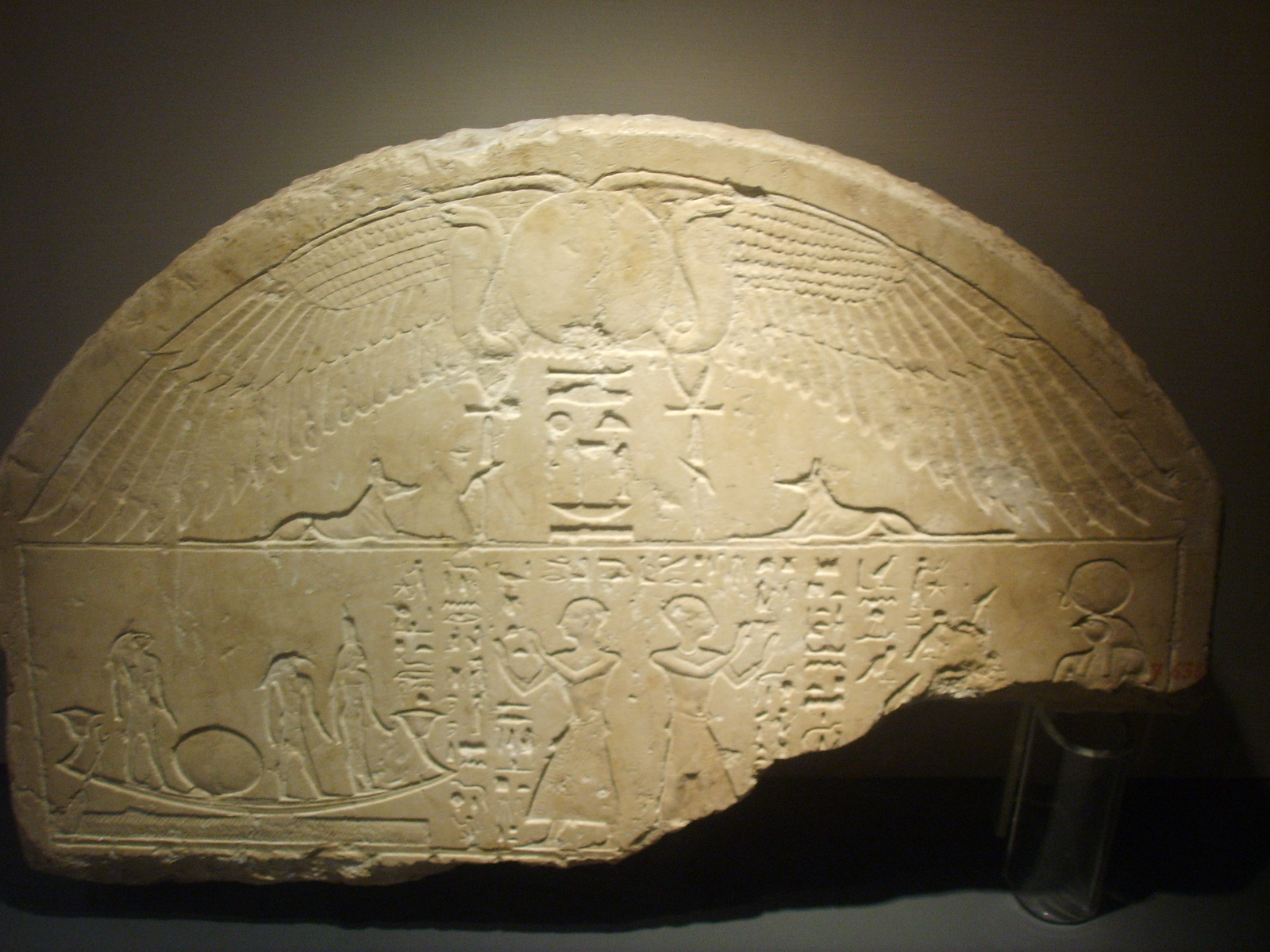
Стела с изображением египетских жрецов